# 滇南白蝶兰
滇南白蝶兰（学名：Pecteilis henryi），为兰科白蝶兰属下的一个植物种。